# Лилиак (Њамц)
Лилиак (рум. Liliac) насеље је у Румунији у округу Њамц у општини Бахна. Oпштина се налази на надморској висини од 232 m.

## Становништво
Према подацима из 2002. године у насељу је живело 94 становника, од којих су сви румунске националности.